# Lista cluburilor de fotbal din România după data înființării
Lista cluburilor de fotbal din sistemul piramidal de ligi de fotbal din România. Această listă reprezintă primele trei divizii ale fotbalului românesc. Diferite surse oferă informații diferite privind data înființării clubului, astfel încât acestea pot varia. Motivele diferențelor includ:
- Statutul informal: cluburile pot proveni ca o asociație necorporată; sursele pot include această perioadă relativ informală ca parte a istoriei lor.
- Fuziuni: cluburile se pot forma printr-o fuziune a două cluburi, data unuia dintre cluburile inițiale fiind selectată ca dată de fondare.
- Lichidare: Unele cluburi au fost lichidate, un nou club adoptând istoria clubului lichidat. În astfel de cazuri, decizia forurilor competente de afiliere (UEFA, LPF) este primară.
- Istoric: unele date se bazează pe relatări non-contemporane cu surse de proveniență incertă.
- Continuitate: Rapoartele ziarelor contemporane pot da nume de cluburi a căror legătură directă cu cluburile moderne nu este stabilită. În astfel de cazuri, decizia forurilor competente de afiliere (UEFA, LPF) este primară.

Această listă nu include echipele secunde. Acolo unde sunt publicate și luna și ziua, acestea sunt înregistrate în secțiunea Note.
| Anul înființării | Club                     | Sezonul 2023–24 | Note |
| ---------------- | ------------------------ | --------------- | --- |
| 1896             | F.C. Baia Mare           |                 | În anul 1896 unul din fondatorii Școlii de pictură din Baia Mare,austriacul Carl Freund, vine de la München și se stabilește la Baia Mare, aducând cu el o minge de fotbal. În 1898, apar informații documentare care afirmă că, în Baia Mare este adusă prima minge de fotbal de către englezul George Johnson, angajat al Direcției Minelor. În perioada 1896 - 1898 austriacul Carl Freund și englezul George Johnson,inițiază și organizează un grup de tinerii,formând împreună,prima echipă de fotbal din Baia Mare. În 1 iunie 1903 este primul certificat de naștere oficial al echipei de fotbal, unde exista neoficial un club de fotbal “Fotbal Club Baia Mare“. Între ani 1912 - 1918, echipa de fotbal a purtat numele de“ Nagybányai Sport Egylet“,deoarece Regiunea Maramureș făcea parte din Regatul Austro Ungar. În 18 aprilie 1912,echipa de fotbal din Baia Mare,a fost recunoscută oficial de către Ministerul de Interne. În perioada 1 iunie 1918 - 1921 ,echipa de fotbal,își schimbă denumirea în “Club Sportiv Baia Mare“,prescurtat (C.S.B.). În iulie 1923 Club Sportiv Baia Mare (C.S.B.) face fuziunea cu Phöenix Baia Mare nou înființată. În 1948 are loc a doua fuziune între PHOENIX Baia Mare și MINAUR Baia Mare rezultând echipa CSM Baia Mare (FC Baia Mare).. |
| 1904             | Csíkszereda              | Liga a II-a     | Deși istoria fotbalului din Miercurea Ciuc a început în 1904, când Transilvania făcea încă parte din Austro-Ungaria, clubul de fotbal al orașului era unul amator, fără rezultate semnificative la nivel național. Clubul a fost refondat în 1919 la un nivel superior de profesionalism, sub numele de Asociația de Educație Fizică din Miercurea Ciuc. În vara anului 2000, din cauza lipsei de fonduri, Miercurea Ciuc s-a retras din campionat, înainte de începerea sezonului. În 2010, clubul de fotbal a fost reînființat, de această dată sub numele de CSM Miercurea Ciuc, cunoscut și în limba maghiară sub numele de VSK Csíkszereda. În vara anului 2012, CSM Miercurea Ciuc a fost redenumită FK Miercurea Ciuc, cunoscută și în limba maghiară sub numele de FK Csíkszereda. |
| 1907             | CFR Cluj                 | SuperLiga       | CFR a fost fondată pe 23 noiembrie 1907, când orașul Cluj-Napoca (pe atunci Kolozsvár) făcea parte din Austro-Ungaria, sub numele de Kolozsvári Vasutas Sport Club („Club Sportiv Feroviar Cluj”). După război, în 1920, Transilvania a devenit parte a României și, în consecință, clubul și-a schimbat numele în CFR Cluj, menținându-și legăturile cu organizația feroviară națională, de data aceasta transportatorul feroviar de stat român, Căile Ferate Române, de unde și acronimul. Înainte de sezonul 1947-48, echipa a fuzionat cu clubul Ferar Cluj. În 1960, o altă fuzionare a avut loc, de data aceasta cu clubul Dermata Cluj, rezultând în CSM Cluj. În 1964, echipa și-a schimbat denumirea în Clujeana. Peste trei ani, clubul s-a desprins de Dermata și a revenit la denumirea de CFR Cluj. |
| 1912             | Târgu Secuiesc           | Liga a III-a    | 15 septembrie 1912. |
| 1919             | Dacia U Brăila           | Liga a III-a    | Clubul a fost înființat în 15 martie 1919 sub numele de Dacia Brăila. În 1928 se realizează fuziunea cu Unirea. |
| 1919             | Jiul Petroșani           | Liga a III-a    | Fondată pe 3 august 1919 sub numele de CAM Petroșani. În 1929 a luat pentru prima dată numele de Jiul Petroșani. |
| 1919             | Ceahlăul                 | Liga a II-a     | Fondată pe 20 octombrie 1919 sub numele de Asociația Sportivă Ceahlăul. Întâlnirea de înființare a clubului a avut loc în amfiteatrul Liceului „Petru Rareș”. În primăvara anului 2016, echipa se desființează din cauza problemelor financiare. Pe 22 iulie 2016 a fost anunțat în mass-media că clubul va fi re-fondat ca CSM Ceahlăul Piatra Neamț. Pe 17 august 2016, noua entitate a dobândit personalitate juridică. |
| 1919             | Universitatea Cluj       | SuperLiga       | Fondată pe 23 noiembrie 1919 sub numele de Societatea Sportivă a Studenților Universitari (abreviată - U). În 1946 echipa și-a schimbat numele în Știința Cluj. În 1966, numele echipei a fost schimbat înapoi în Universitatea. Pe 29 septembrie 2016, societatea lui Florian Walter, FC Universitatea Cluj, a dat faliment. În vara acelui an, a fost formată o nouă echipă cu sprijinul Primăriei, Universității Babeș-Bolyai și al suporterilor „U”. Deoarece falimentul s-a produs după începerea sezonului, numele echipei nou-înființate a rămas ACSF Alb-Negru al Studenților Clujeni pentru acel sezon. Pe 11 mai 2017 a fost anunțat oficial că din sezonul 2017–18 echipa va reveni la vechiul nume, FC Universitatea Cluj. |
| 1920             | ACB Ineu                 | Liga a III-a    | Fondat în 1920 sub numele de CS Victoria Ineu. |
| 1921             | CSM Deva                 | Liga a III-a    | O echipă a fost fondată în 1921 sub numele de Mureșul Deva. De-a lungul timpului, clubul a suferit mai multe refondări, de la două fuziuni (cu Vega Caransebeș în 1994 și cu CS Certej în 2003) la două reînființări (ca CS Mureșul Deva în 2006 și ca CNS Cetate Deva în 2013). În august 2020, echipa și-a schimbat numele în CSM Deva. |
| 1921             | Unirea Dej               | Liga a II-a     | |
| 1921             | Progresul Pecica         | Liga a III-a    | Progresul Pecica a fost fondat în 1949, sub numele de Steaua Roșie Pecica, ca urmare a fuziunii dintre Virtutea Pecica (aprox. 1921) și Club Atletic Rovine (aprox. 1924). Steaua Roșie a fost redenumită în 1954 drept Recolta Pecica și din 1965 a fost cunoscută sub numele de Progresul Pecica. |
| 1921             | Corvinul                 | Liga a II-a     | Înființată în 1921 sub numele de Fero Sport Hunedoara. |
| 1922             | Moreni                   | Liga a III-a    | Echipa a fost fondată în 1922 sub numele de Astra Română Moreni. În 1951, echipa a fost redenumită în Flacăra Moreni. |
| 1922             | Odorheiu Secuiesc        | Liga a III-a    | Pe 12 decembrie 2006, la inițiativa unor manageri și suporteri locali de fotbal, a fost fondată o nouă entitate, numită AFC Odorheiu Secuiesc, pentru a fi succesorul vechiului club, cunoscut de-a lungul timpului ca Textila, Progresul, Harghita sau Budvar. |
| 1923             | Rapid București          | SuperLiga       | Clubul a fost fondat pe 25 iunie 1923 sub numele de CFR București. În vara anului 1937, echipa a fost redenumită în Rapid București. În 1950, ea devine Locomotiva București. În 1958 se revine la numele de Rapid București. Pe 14 decembrie 2016, Rapid a declarat oficial falimentul din cauza datoriilor financiare, după o jumătate de sezon de inactivitate. Pe 12 iunie 2018, după 18 licitații în care prețul mărcii Rapid a scăzut cu aproximativ 3 milioane de euro, Academia Rapid a cumpărat marca FC Rapid București, devenind oficial succesorul clubului original. |
| 1924             | Unirea Alba Iulia        | Liga a III-a    | Echipa a fost fondată în 1924 sub numele de Unirea Mihai Viteazul. În 1970, echipa a fost redenumită în Unirea Alba Iulia. |
| 1924             | Petrolul Ploiești        | SuperLiga       | Echipa a fost fondată pe 31 decembrie 1924 la București sub numele de FC Juventus București prin fuzionarea echipelor Romcomit și Triumf. Clubul a jucat ultima sa campanie ca Juventus în 1946–47, după care numele a fost schimbat de mai multe ori în Distribuția, Petrolul, Competrol, Partizanul și respectiv Flacăra. Flacăra București a fost mutată la Ploiești în 1952 și redenumită în consecință. În 1957, echipa adoptă numele de Petroul Ploiești. Pe 28 iulie 2003, Astra Ploiești și-a schimbat numele în FC Petrolul Ploiești ca urmare a fuzionării celor două cluburi. În 2004, cele două cluburi se despart iar Petrolul revine la numele vechi. În vara anului 2016 echipa a fost declarată falimentară. La 16 iunie 2017, ACS Petrolul 52 Ploiești a închiriat marca FC Petrolul din Municipiul Ploiești pentru 30.000 EUR și a revenit la fostul nume de FC Petrolul Ploiești. |
| 1926             | Reșița                   | Liga a II-a     | Echipa a fost fondată pe 25 mai 1926 sub numele de Societatea Sportivă Uzinele Domeniilor. În 1982, echipa a fost redenumită în CSM Reșița. Clubul a fost dizolvat în toamna anului 2008 din cauza lipsei de sprijin financiar. În vara lui 2009, a fost readusă la viață, de data aceasta cu numele Școlar Reșița, jucând în liga a III-a. În vara anului 2012, a fost redenumită, de data aceasta revenind la vechiul nume de FCM Reșița. Întoarcerea în liga a II-a după 11 ani de absență a venit la pachet cu o mare victorie pentru club, care a câștigat înapoi sigla, numele și palmaresul vechiului club. După această victorie, CSM Școlar Reșița a fost redenumită CSM Reșița, în vara anului 2019. |
| 1930             | Cetatea Râșnov⁠(d)        | Liga a III-a    | Echipa a fost fondată în 1930 sub numele de FC Râșnov. În anul 2007, echipa a fost reorganizată și a primit numele de Olimpic Cetate Râșnov. |
| 1939             | Metalurgistul Cugir      | Liga a III-a    | |
| 1945             | UTA Arad                 | SuperLiga       | Echipa a fost fondată în 1945 sub numele de IT Arad. În 1958, echipa preia numele de UTA Arad. La sfârșitul sezonului 2013-2014 al Ligii a II-a, UTA SA a fost exclusă din campionat de FRF pentru că nu a participat la două meciuri și a retrogradat în Liga a VI-a, unde nu s-a înscris și, prin urmare, a fost dizolvată. O altă echipă, susținută de o parte a fanilor UTA, numită UTA Bătrâna Doamnă a fost fondată în 2013 de fostul jucător Marius Țucudean, a fost înscrisă în Liga a IV-a în loc de UTA II și a primit în martie 2014 sigla, palmaresul și culorile UTA de la Clubul Suporterilor UTA, proprietarul acestora, devenind oficial UTA Arad. În vara anului 2017, FRF a oficializat că UTA Bătrâna Doamnă și-a schimbat numele înapoi în FC UTA Arad fiind succesorul oficial și legal al vechiului club. |
| 1946             | Foresta Suceava          | Liga a III-a    | Echipa a fost fondată în 1946 sub numele de Locomotiva Ițcani. Ulterior, echipa s-a redenumit în Rapid CFR Suceava și mai apoi în Foresta Suceava. |
| 1947             | FCSB                     | SuperLiga       | Echipa a fost fondată pe 7 iunie 1947 sub numele de ASA București. În 1961, numele clubului a fost schimbat în CSA Steaua București. După ce Ministerul Apărării Naționale a dat în judecată clubul în 2011, susținând că Armata României este deținătoarea de drept ai siglei, culorilor, onorurilor și denumirii Steaua, Comitetul Executiv al Federației Române de Fotbal a aprobat o cerere de modificare a numelui clubului din FC Steaua București în FC FCSB la 30 martie 2017. Deși se află mai multe procese pe rol cu CSA Steaua, FCSB este considerată de LPF și UEFA drept continuatoarea clubului înființat în 1947. |
| 1947             | CSO Plopeni              | Liga a III-a    | Echipa a fost fondată în 1947 sub numele de Metalul Plopeni. În vara anului 1967, echipa de Divizia C, Rapid Mizil, a fost fuzionată cu Metalul Plopeni, noua entitate formată a fost numită Rapid Plopeni și a continuat moștenirea clubului de fotbal din Plopeni, dar la nivelul Diviziei C. În 2004, echipa s-a retras din Divizia B și s-a dizolvat. După doi ani de inactivitate, Metalul Plopeni a fost reînființată, de data aceasta sub numele de Intersport Plopeni. |
| 1948             | Dinamo București         | SuperLiga       | Echipa a fost fondată la 14 mai 1948, când Unirea Tricolor MAI, nou-intrată în ianuarie 1948 sub umbrela Ministerului Afacerilor Interne al regimului comunist, a fuzionat cu Ciocanul București. |
| 1948             | CSM Alexandria           | Liga a II-a     | Echipa a fost fondată în 1948 sub numele de Unirea Alexandria. |
| 1949             | Avântul Reghin           | Liga a III-a    | Echipa a fost fondată pe 16 iunie 1949 sub numele de Foresta Reghin. |
| 1953             | Argeș Pitești            | Liga a II-a     | Echipa a fost fondată pe 6 august 1953 sub numele de Dinamo Pitești. În 1967, echipa a preluat numele de FC Argeș Pitești. Echipa s-a desființat în anul 2013, fiind apoi refondată sub numele de SCM Pitești, după care, după rezolvarea unor formalități legale privind marca, și-a luat numele de FC Argeș, cât și palmaresul. |
| 1953             | Focșani                  | Liga a III-a    | Echipa a fost fondată sub numele de Spartac Focșani. În istoria sa tumultuoasă, CSM Focșani a avut o mulțime de suișuri și coborâșuri și, de asemenea, alte două momente de refondare, în 2002 și 2007. Echipa a fost dizolvată din nou în vara anului 2013, dar numai la nivel de seniori. În vara anului 2016, echipa de seniori a fost refondată. |
| 1954             | Metalul Buzău            | Liga a III-a    | Înființată în 1954 sub numele de AS Metalul Buzău. Echipa Metalul a fost reînființată în 1982. |
| 1955             | Unirea Slobozia          | Liga a II-a     | Înființată în 1955 sub numele de Azotul Slobozia. La începutul anilor 2000, clubul a întâmpinat probleme financiare și a fost dizolvat, fiind reînființat în 2004 ca Unirea 04 Slobozia. |
| 1956             | Bucovina Rădăuți         | Liga a III-a    | Înființată în 1956 sub numele de Progresul Rădăuți. La mijlocul sezonului 2015–16, Rădăuțenii s-au retras din Liga a III-a din cauza unor probleme financiare. În vara anului 2016 echipa s-a înscris în Liga a IV-a Suceava. |
| 1956             | Metaloglobus București   | Liga a II-a     | |
| 1957             | Chiajna                  | Liga a II-a     | |
| 1958             | FC Bihor                 | Liga a III-a    | 1 aprilie 1958. |
| 1962             | Dunărea Călărași         | Liga a III-a    | Înființată în 1962 sub numele de Celuloza Călărași. |
| 1962             | Turnu Măgurele           | Liga a III-a    | |
| 1963             | Horezu⁠(d)                | Liga a III-a    | Înființată în 1963 sub denumirea de Minerul Horezu. |
| 1964             | Oțelul Galați            | SuperLiga       | În aprilie 2016, echipa s-a desființat. După dizolvarea clubului, suporterii Oțelulului au fondat o nouă asociație numită Asociația Supporter Club Oțelul Galați și au înregistrat-o pentru a participa în Liga a IV-a. La 19 iulie 2016, ASC Oțelul Galați s-a născut oficial cu scopul de a continua tradiția Oțelul și a fotbalului la Galați. ASC Oțelul Galați a fost considerat succesorul spiritual al vechiului club pentru că purta aceleași culori, a jucat pe același stadion și a fost susținut de aceiași fani. Cu toate acestea, nu deținea marca și palmaresul vechiului club, care fusese cumpărat la licitație cu 10.000 EUR. Cu toate acestea, câștigătorul licitației nu a plătit oferta care a devenit nulă. Cu ajutorul unei firme de avocatură, ASC Oțelul a intrat în posesia palmaresului și a mărcii și a devenit succesorul oficial al clubului la 12 septembrie 2017. |
| 1965             | Unirea Braniștea         | Liga a III-a    | Echipa a fost fondată în 1965 sub numele de Avântul Braniștea. |
| 1966             | Râmnicu Sărat            | Liga a III-a    | Înființată în 1966 sub denumirea de Olimpia Râmnicu Sărat. |
| 1967             | Petrolul Potcoava        | Liga a III-a    | |
| 1974             | Șoimii Lipova            | Liga a III-a    | Înființată în august 1962 după fuziunea dintre Mureșul Lipova și Luptătorul Lipova. În primăvara lui 2010, echipa se retrage din campionat. În 2012, după doi ani de inactivitate, Șoimii Lipova a fost reînființată și înscrisă în Liga a VI-a. |
| 1976             | Gilortul Cărbunești⁠(d)   | Liga a III-a    | 1 martie 1976. |
| 1976             | Viitorul Dăești          | Liga a III-a    | |
| 1977             | Aerostar                 | Liga a III-a    | Înființată în 1977 sub denumirea de Aripile Bacău. În 1994, clubul se desființează. În 1995, clubul este reînființat. |
| 1982             | Vedița Colonești⁠(d)      | Liga a III-a    | În vara anului 2019, s-a anunțat oficial că Atletic Bradu a fuzionat cu Vedița Colonești. |
| 1985             | Pucioasa⁠(d)              | Liga a III-a    | Înființată în 1985 sub denumirea de FC Aninoasa. În 2018, clubul se desființează. În vara lui 2018, clubul este mutat la Pucioasa și este redenumit în FC Pucioasa. |
| 1986             | Sănătatea Cluj           | Liga a III-a    | |
| 1987             | Rapid Brodoc             | Liga a III-a    | |
| 1989             | Păulești⁠(d)              | Liga a III-a    | |
| 1991             | FCU Craiova              | SuperLiga       | În 1991, clubul sportiv CS Universitatea Craiova și-a dizolvat secțiunea de fotbal și Fotbal Club Universitatea Craiova și-a continuat tradiția până la începutul anilor 2010. Pe 20 iulie 2011, Federația Română de Fotbal a decis să dezafilieze echipa. În 2013, un nou club de fotbal, CS U Craiova, a fost înființat, unul care pretindea că este adevăratul succesor al clubului fondat în 1948. În curând, a început o nouă bătălie juridică între cele două entități. În cele din urmă, CS Universitatea a fost recunoscut ca proprietar al mărcii „Universitatea Craiova” și i s-a permis să folosească palmaresul Universității Craiova între 1948 și 1991, dar nu și cel pentru următorii 20 de ani, pe care-l deține FC Universitatea. |
| 1992             | CS Tunari                | Liga a II-a     | Fondată în 1992 sub numele de Arsenal Tunari, fiind apoi reorganizată în 2004, când a renunțat la numele „Arsenal” din cauza drepturilor de autor. |
| 1996             | Sighetu Marmației        | Liga a III-a    | |
| 1998             | Viitorul-Pandurii        | Liga a II-a     | Înființată în 1998, echipa a fost cunoscută sub numele de Șirineasa și ACS Energeticianul, înainte de a se muta la Târgu Jiu în vara anului 2019 și a adopta numele de Viitorul Pandurii Târgu Jiu. |
| 2000             | Mioveni                  | Liga a II-a     | Fondată în 2000 sub numele AS Mioveni. AS Mioveni a fuzionat cu Dacia Pitești în 2001 și i-a luat locul în Liga a III-a, în timp ce clubul și-a schimbat numele în AS Dacia Mioveni, pentru a-l schimba la scurt timp după aceea în CS Dacia Mioveni. În vara anului 2010 clubul a fost redenumit, CS Mioveni fiind noul nume. |
| 2001             | Botoșani                 | SuperLiga       | |
| 2002             | Recolta Gheorghe Doja⁠(d) | Liga a III-a    | |
| 2003             | Viitorul Ianca           | Liga a III-a    | 14 martie 2003. |
| 2003             | Afumați                  | Liga a III-a    | |
| 2004             | Voința Lupac⁠(d)          | Liga a III-a    | |
| 2006             | Avântul Periam⁠(d)        | Liga a III-a    | |
| 2006             | Phoenix Buziaș⁠(d)        | Liga a III-a    | |
| 2007             | Unirea Bascov            | Liga a III-a    | Înființată în 2007 sub numele de AS Valea Ursului. |
| 2008             | CS Blejoi                | Liga a III-a    | |
| 2008             | Sporting Roșiori         | Liga a III-a    | |
| 2008             | Dumbrăvița               | Liga a II-a     | |
| 2008             | CSO Filiași⁠(d)           | Liga a III-a    | 16 decembrie 2008. |
| 2009             | Băile Felix⁠(d)           | Liga a III-a    | Fondat pe 16 iunie 2009 sub numele de CSC Sânmartin. |
| 2009             | Înainte Modelu⁠(d)        | Liga a III-a    | |
| 2009             | Kids Tâmpa Brașov⁠(d)     | Liga a III-a    | |
| 2009             | Slatina                  | Liga a II-a     | În vara lui 2012, echipa se desființează. În 2018, echipa se reînființează. |
| 2009             | Miroslava                | Liga a III-a    | |
| 2009             | FCV Farul Constanța      | SuperLiga       | Fondat în 2009 sub numele de Viitorul Constanța. În iunie 2021, clubul preia brandul Farul și își schimbă astfel și denumirea. |
| 2010             | Șomuz Fălticeni          | Liga a III-a    | 15 iulie 2010. |
| 2010             | Voluntari                | SuperLiga       | 26 iulie 2010. |
| 1950             | Chindia                  | Liga a II-a     | 11 august 2010. |
| 2010             | Politehnica Iași         | SuperLiga       | Înființată pe 16 august 2010 ca ACSMU Politehnica Iași prin fuzionarea cluburilor CS Tricolorul Breaza și Navoby Iași. Pe 11 iulie 2018, clubul a anunțat că și-a câștigat dreptul de a utiliza sigla și numele FC Politehnica Iași, care a fost considerat a fi primul pas în planul de redobândire a identității depline a clubului, următorul fiind recuperarea palmaresului. |
| 2010             | Ghiroda/Giarmata Vii     | Liga a III-a    | |
| 2010             | Gloria Băneasa⁠(d)        | Liga a III-a    | |
| 2010             | Olimpic Zărnești⁠(d)      | Liga a III-a    | |
| 2011             | Sepsi                    | SuperLiga       | Iunie 2011. |
| 2011             | Agricola Borcea          | Liga a III-a    | |
| 2011             | Popești-Leordeni         | Liga a III-a    | |
| 2012             | ASU Poli Timișoara       | Liga a III-a    | Societatea Sportivă Politehnica a fost fondată pe 4 decembrie 1921. În 2002, AEK București a promovat în Liga I pentru prima oară iar patronul echipei a mutat-o la Timișoara, redenumindu-se Politehnica AEK Timișoara. În 2004 echipa s-a redenumit în FCU Politehnica Timișoara. Din 2008, în urma unei decizii a Curții de Arbitraj Sportiv, echipa și-a schimbat numele în FC Timișoara. Culorile și palmaresul înainte de 2002 s-au pierdut în favoarea fostului proprietar al Politehnicii Timișoara, Claudio Zambon. În noiembrie 2010, Curtea de Apel din România a returnat numele, culorile și palmaresul Politehnicii către FC Timișoara. Datorită regulilor care interzic schimbarea numelor echipelor pe parcursul unui sezon, echipa a folosit numele FC Timișoara până la sfârșitul sezonului 2010-11. Echipa a jucat în Liga a II-a 2011-2012 sub numele de Politehnica Timișoara și a câștigat promovarea înapoi în Liga I, dar li s-a refuzat licența și echipa s-a desființat în septembrie 2012. ACS Recaș a fost mutată la Timișoara și a fost redenumită ACS Poli Timișoara, fiind considerată continuatoarea vechii echipe desființate. În 2021, brandul a fost oferit clubului ASU Politehnica Timișoara.                                                                   |
| 2012             | Sporting Liești          | Liga a III-a    | |
| 2013             | Viitorul Cluj⁠(d)         | Liga a III-a    | |
| 2013             | U Craiova                | SuperLiga       | În 1991, clubul sportiv original și-a dizolvat secția de fotbal. În vara anului 2013, autoritățile locale din Craiova, susținute de Pavel Badea și asociat cu Club Sportiv U Craiova SA, au înființat secția de fotbal a CS U Craiova. CS U a susținut că deține tot palmaresul Universității și că clubul sportiv nu a oferit palmaresul său echipei FC U Craiova, care a fost considerat un club nou; acest lucru a fost confirmat în justiție în iunie 2016 și reafirmat de LPF în noiembrie 2017. Cu toate acestea, instanțele judecătorești au decis în 2018 că CSU nu deține palmaresul istoric, ci doar marca Universitatea Craiova. |
| 2014             | Progresul Spartac        | Liga a II-a     | A nu se confunda cu echipa fondată în 1944, Progresul București. |
| 2014             | Cozia Călimănești⁠(d)     | Liga a III-a    | |
| 2015             | Hermannstadt             | SuperLiga       | |
| 2015             | Viitorul Șimian          | Liga a III-a    | |
| 2015             | Victoria Carei           | Liga a III-a    | 8 septembrie 2015. |
| 2016             | CSM Bacău                | Liga a III-a    | Clubul sportiv a fost înființat pe 28 decembrie 2010, însă secția de fotbal în 2016. |
| 2016             | 1599 Șelimbăr            | Liga a II-a     | Fondat în 2016 sub numele de Viitorul Șelimbăr. În vara anului 2021, echipa se redenumește în CSC 1599 Șelimbăr. |
| 2016             | Gloria Buzău             | Liga a II-a     | Fondat pe 25 august 2016. A fost redenumit drept SCM Gloria Buzău în vara anului 2018. Deși poartă aceeași denumire, clubul nu dorește să fie asociat cu vechiul FC Gloria Buzău, desființat în 2016. |
| 2016             | Gloria LT Cermei⁠(d)      | Liga a III-a    | |
| 2017             | SR Brașov                | Liga a III-a    | În vara anului 2017, suporterii au anunțat înființarea AS SR (adică: Asociația Sportivă Steagul Roșu) Brașov. Echipa nu are vreo legătură oficială cu vechiul FC Brașov. |
| 2017             | Minerul Ocna⁠(d)          | Liga a III-a    | |
| 2017             | CSA Steaua București     | Liga a II-a     | Deși clubul deține marca CSA Steaua București, el nu deține palmaresul, prin urmare, clubul nu are vreo legătură cronologică cu echipa fondată pe 7 iunie 1947. În prezent, clubul se află în procese juridice cu FCSB (echipă care nu are marca, însă deține palmaresul și este considerată continuatoarea clubului din 1947 de către UEFA și LPF) pentru a determina care echipă poate fi considerată drept Steaua București. |
| 2018             | Gloria Bistrița Năsăud   | Liga a III-a    | Fondat pe 31 mai 2018. Deși clubul are un nume similar, joacă pe același stadion, având și foști directori, manageri și jucători ai vechiului club, Gloria Bistrița (desființat în 2015), echipa nu deține palmaresul fostei entități. |
| 2018             | CSM Satu Mare            | Liga a III-a    | |
| 2018             | Unirea Ungheni           | Liga a III-a    | |
| 2018             | CSU Alba Iulia           | Liga a III-a    | |
| 2019             | SCM Zalău⁠(d)             | Liga a III-a    | 27 iunie 2019. |
| 2019             | Viitorul Darabani        | Liga a III-a    | |
| 2020             | Tg. Mureș 1898           | Liga a III-a    | 23 iulie 2020. |
| 2021             | Voința Limpeziș⁠(d)       | Liga a III-a    | |
| 2021             | CS Dinamo                | Liga a III-a    | |